# Inma Cuesta
Inma Cuesta er en spansk skuespillerinde.

## Film
- Snehvide (2012)
- Julie (2016)

## Priser
- Fotogramas de Plata: 2011, 2013
- Premios Feroz: 2016